# Émile Coste
Pour les articles homonymes, voir Coste.
Émile Coste, né le 2 février 1862 à Toulon et mort le 7 juillet 1927 à Toulon, militaire de carrière, est un escrimeur français de la fin du XIXe siècle et du début du XXe siècle. 

## Biographie
Fils d'un maître d'armes de l'armée coloniale, Émile Coste entre à l'École spéciale militaire de Saint-Cyr en 1881, pour en sortir en 1883 avec le grade de sergent. Il est sous-lieutenant au 40e régiment d'infanterie de Marseille de 1883 à 1886, puis lieutenant au 74e d'infanterie de 1886 à 1891. Il entre à l'École supérieure de guerre en 1891, puis à sa sortie en 1894 il est affecté à l'état-major de la 28e division d'infanterie jusqu'en 1896. De 1896 à 1899, il est l'officier d'ordonnance du général de Geffrier, commandant de la Place de Lyon. Il fait ensuite son stage de troupe au 99e d'infanterie à Lyon.
Il remporte le tournoi international d'escrime du Figaro en 1897, prémices de son titre de champion olympique de fleuret obtenu lors des Jeux olympiques de 1900 à Paris dans la Salle des Fêtes du Champ-de-Mars où il prit le meilleur sur son compatriote Henri Masson à l'issue d'une poule finale à huit fleurettistes (6 victoires, 1 défaite pour Coste). A défaut de médaille d'or, il reçut en récompense un objet d'art d'une valeur de 2.000 francs. 
On lui doit plusieurs ouvrages sur l'escrime et l'éducation physique dont Fleurets rompus, écrit en 1899 et récompensé par une médaille de vermeil. « C'est une œuvre d'un artiste du fleuret, d'un savant officier et d'un fin lettré » selon La Revue du Cercle militaire du 12 août 1899.
Commandant de l’École de Joinville de 1905 à 1907, il introduit les méthodes suédoises en matière d'éducation physique. Il est fait commandeur de la Légion d'honneur en 1923.
À la tête d'une brigade au début de la Première Guerre mondiale, Coste est victime d'une grave chute de cheval en retombant sur la tête. Il ne doit la vie sauve qu'à son casque. Opéré, il garde des séquelles de son accident et après quelques années pénibles, ne supportant plus ses souffrances, il met fin à ses jours en se tirant une balle de revolver dans la tempe droite.

## Distinctions
- Chevalier de 1re classe de l'ordre de Saint-Olaf (26 août 1902)
- Commandeur de la Légion d'honneur (8 novembre 1920)